# Unión Sankarista
La Unión Sankarista (UPS) es una organización política de Burkina Faso, que se basa en la consecución del programa iniciado por Thomas Sankara, primer Presidente de Burkina Faso, quien fue derrocado por Blaise Compaoré. En las elecciones de presidenciales de 2010 apoyaron la candidatura presidencial de Boukary Kaboré, uno de sus fundadores.
En las elecciones legislativas de 2007 obtuvieron 2 escaños parlamentarios.
Para el año 2010 apoyaron la candidatura opositora de Boukary Kaboré, con quien se logró un cuarto lugar con un 2,31%.
En las elecciones legislativas de 2012 no lograron representación parlamentaria.